# Inquartato
Inquartato è un termine utilizzato in araldica per indicare lo scudo o la pezza divisi in quattro da due linee di partizione o diritte, o diagonali.

## Caratteristiche
Nell'uso abituale il termine inquartato si riferisce alla sola partizione in cui le linee di divisione sono diritte e parallele ai lati dello scudo. Nel caso in cui le linee di partizione siano le diagonali, si parla di inquartato in decusse, mentre si usa il termine inquartato in squadra quando le linee di partizione, pur parallele ai lati dello scudo, sono costituite da due segmenti perpendicolari e vanno a formare una figura simile alla svastica. Nel caso in cui le linee di partizione siano curve si usa il termine inquartato in grembi ritondati.
Quando uno dei quarti risulta a sua volta inquartato, si usa il termine controinquartato.

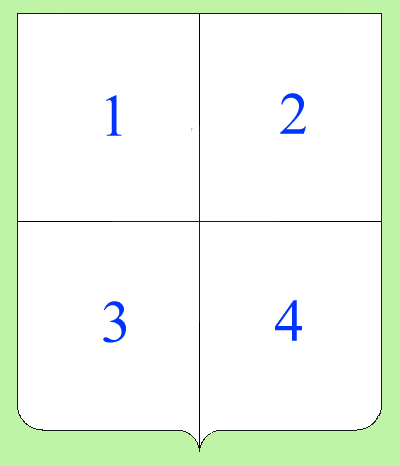

Nella blasonatura dell'inquartato si rispetta il criterio di precedenza dei quattro quarti citando, nell'ordine:
- il primo (cantone destro[1] del capo)
- il secondo (cantone sinistro[2] del capo)
- il terzo (cantone destro della punta)
- il quarto (cantone sinistro della punta).

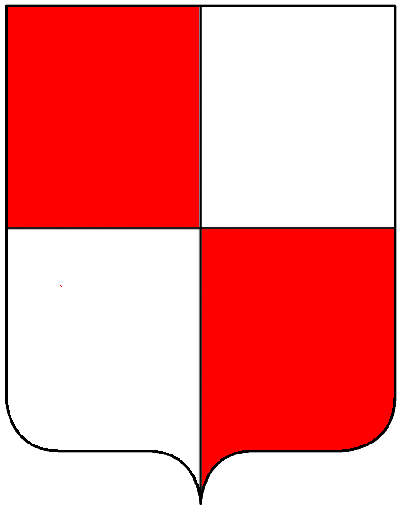
Inquartato di rosso e d'argento (Altamura)
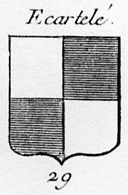
Inquartato d'argento e d'azzurro
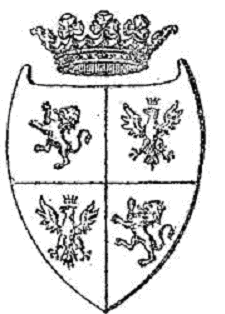
Inquartato
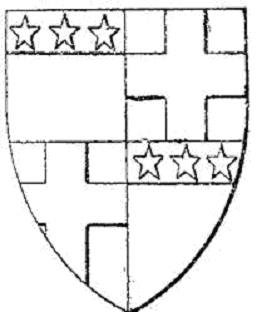
Inquartato
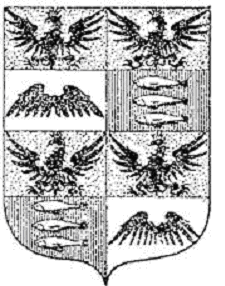
Inquartato (ogni quarto troncato)
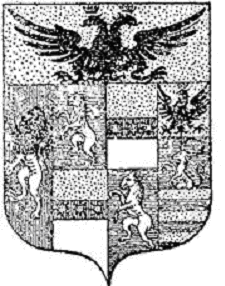
Inquartato (con un capo)
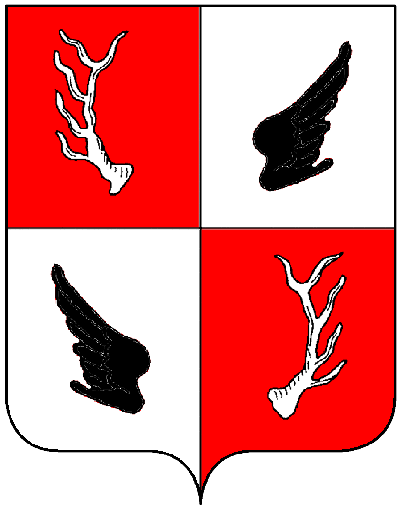
Inquartato
Inquartato d'azzurro e d'oro, alla croce dell'uno all'altro
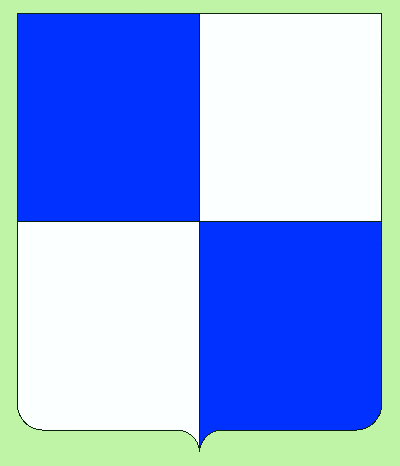
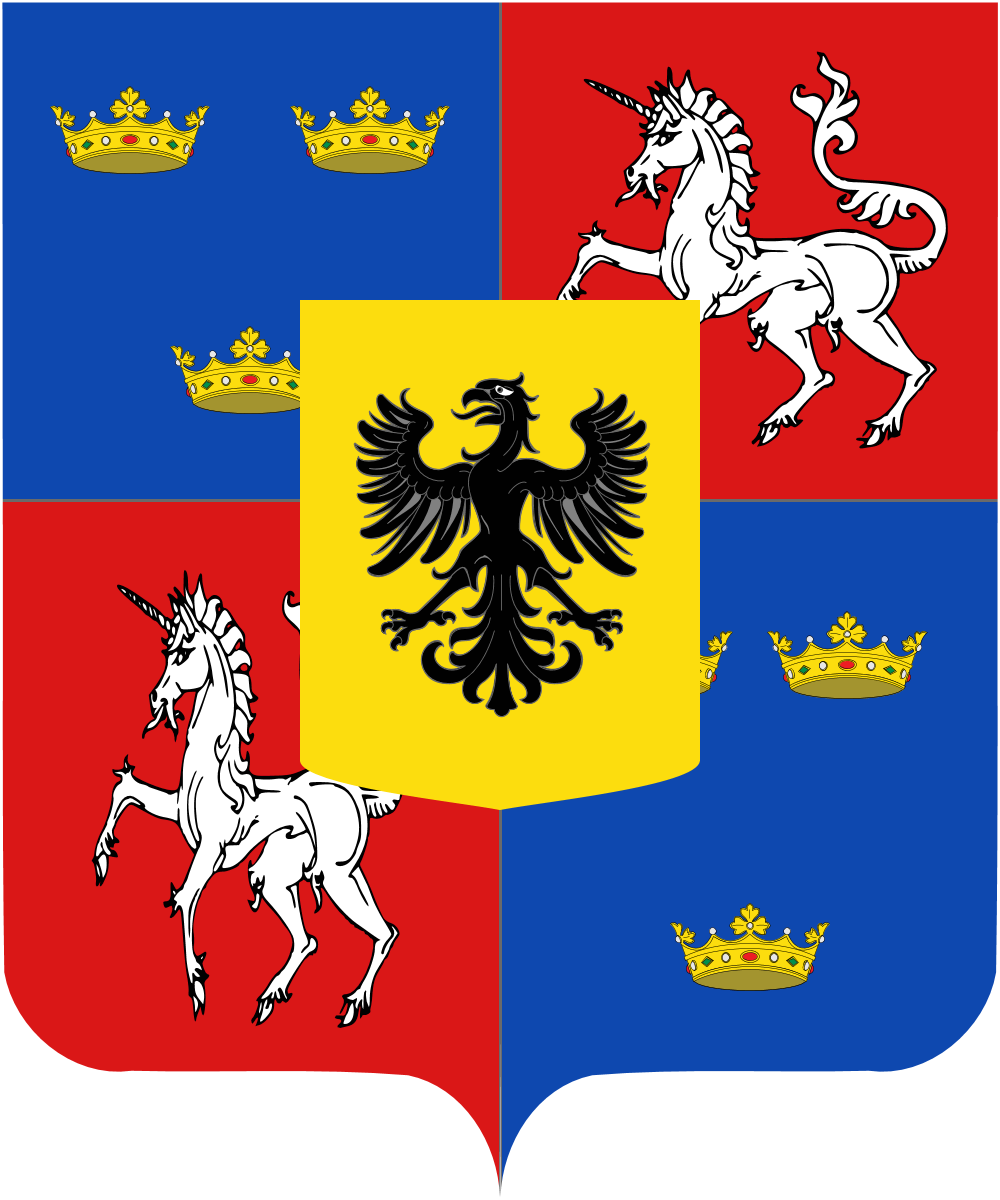
Stemma dei Beccatelli di Ferrara

L'inquartato è frequentemente utilizzato per rappresentare in un unico scudo due o più armi tra cui si stabilisce una relazione. Se l'inquartato rappresenta un'unione matrimoniale tra due famiglie, l'arma del marito occupa il primo e il quarto cantone, mentre quella della moglie va nel secondo e nel terzo. Se si desidera illustrare l'arma gentilizia primitiva, la si pone nel primo cantone, oppure sul tutto. Le armi di concessione hanno precedenza su quelle gentilizie, ma un capo di padronanza ha la precedenza su tutte le altre.